# Amanuel Ghebreigzabhier
Amanuel Ghebreigzabhier Egerzeigzaarhka (ur. 17 sierpnia 1994 w Addis Abebie) – erytrejski kolarz szosowy.

## Osiągnięcia
2014
- 1. miejsce w klasyfikacji młodzieżowej Tour d’Algérie
- 1. miejsce w Tour de Blida
  - 1. miejsce w klasyfikacji młodzieżowej
  - 1. miejsce na 3. etapie
- 1. miejsce na 4. etapie Tour de Constantine
- 1. miejsce w mistrzostwach Erytrei (start wspólny)

2015
- 3. miejsce w Grand Prix d’Oran
- 1. miejsce w Tour de Constantine
  - 1. miejsce w klasyfikacji młodzieżowej
- 3. miejsce w mistrzostwach Erytrei (start wspólny)
- 1. miejsce w klasyfikacji górskiej Tour du Rwanda

2016
- 3. miejsce w Gran Premio Palio del Recioto

2017
- 1. miejsce w mistrzostwach Afryki (jazda drużynowa na czas)
- 2. miejsce w Coppa della Pace
- 1. miejsce w klasyfikacji górskiej Tour de Hongrie
- 2. miejsce w Giro del Medio Brenta

2018
- 1. miejsce w mistrzostwach Afryki (jazda drużynowa na czas)
- 1. miejsce w mistrzostwach Afryki (start wspólny)
- 2. miejsce w mistrzostwach Erytrei (start wspólny)

2019
- 1. miejsce w mistrzostwach Erytrei (jazda indywidualna na czas)

2022
- 3. miejsce w mistrzostwach Erytrei (jazda indywidualna na czas)

2023
- 2. miejsce w GP Industria & Artigianato di Larciano

## Rankingi
| Rok             | 2014 | 2015 | 2016 | 2017 | 2018 | 2019 | 2020 | 2021 | 2022 | 2023 | 2024 |
| --------------- | ---- | ---- | ---- | ---- | ---- | ---- | ---- | ---- | ---- | ---- | ---- |
| UCI World Tour  |      |      | -    | -    | 228. |      |      |      |      |      |      |
| World Ranking   |      |      | 398. | 553. | 159. | 389. | 626. | 521. | 761. | 266. | 897. |
| UCI Europe Tour | -    | -    | 853. | 360. | 881. |      |      |      |      |      |      |
| UCI Asia Tour   | -    | -    | -    | -    | 73.  |      |      |      |      |      |      |
| UCI Africa Tour | 49.  | 19.  | 15.  | 138. | 4.   | 15.  | 17.  | 17.  | 30.  | 9.   | 41.  |
|                 |      |      |      |      |      |      |      |      |      |      |      |
| Źródło: UCI     |      |      |      |      |      |      |      |      |      |      |      |